# Nabłonek barwnikowy siatkówki

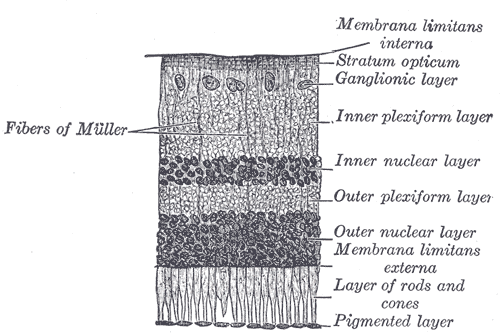
Budowa histologiczna ludzkiej siatkówki. Ma ona 10 warstw. Warstwa barwnikowa znajduje się najbardziej zewnętrznie, na ilustracji na samym dole (pigmented layer)

Nabłonek barwnikowy siatkówki, wastwa barwnikowa siatkówki, część barwnikowa siatkówki (łac. stratum pigmentosum) – jedna z warstw siatkówki oka. U ludzi wyróżnia się 10 warstw siatkówki, rozpoznawanych za pomocą mikroskopu optycznego, a warstwa barwnikowa jest z nich najbardziej zewnętrzna.
Nabłonek barwnikowy siatkówki łączy się z błoną naczyniową. W zależności od miejsca wyróżnia się niekiedy nabłonek barwnikowy siatkówki, nabłonek barwnikowy ciała rzęskowego oraz nabłonek barwnikowy tęczówki.
Od wewnątrz do nabłonka barwnikowego tęczówki przylega warstwa nerwowo-nabłonkowa. U człowieka wewnątrz od nabłonka barwnikowego wyróżnia się w siatkówce warstwę światłoczułą.
Warstwa ta zbudowana jest z komórek nabłonka jednowarstwowego sześciennego o wysokości zależnej od miejsca położenia komórki: w rejonie dołka środkowego są one wyższe i węższe, zaś w okolicy rąbka zębatego niższe i szersze. Zawierają barwnik melaninę, dlatego nazywane są nabłonkiem barwnikowym. Barwnik ten ulokowany jest w pobliżu szczytu komórek w postaci wtrętów cytoplazmatycznych. Wtręty te przybierają wygląd sztabek barwy ciemnobrunatnej. Pod wpływem światła ulegają odbarwieniu. Pigment wypełnia wypustki cytoplazmy (ich liczba wynosi od 10 do 40) wychodzące z wewnętrznej powierzchni komórek, wchodzące między pręciki i czopki (warstwa światłoczuła). Podstawa omawianych komórek skierowana jest w stronę naczyniówki. Blisko podstawy lokują się owalne jądra komórkowe. W okolicy rąbka zębatego występuje więcej jąder. Komórki te są zasobne w mitochondria i mają siateczkę śródplazmatyczną gładką. Komórki powiązane są z sobą oraz z warstwą naczyniową (z jej blaszką podstawną) dzięki neurokeratynie, czyli substancji cementowej. Substancja ta występuje i na ich wewnętrznej powierzchni, gdzie jest porowata.
Funkcja nabłonka barwnikowego polega na przeciwdziałaniu odbiciom światła w obrębie gałki ocznej. Co więcej, rozlokowanie barwnika zależy od obecności światła, gdyż powoduje ono przemieszczanie pigmentu do wypustek osłaniających komórki receptorowe. W ciemności barwnik wraca znów do głębiej położonych komórek nabłonka barwnikowego. Komórki te konieczne są również dla regeneracji rodopsyny, bowiem w przypadku rozłączenia warstw siatkówki barwnik ten się nie odnawia. Niekiedy porównuje się omawiane komórki do osłonek nerwu, gdyż tak jak osłonki nerwu ochraniają wypustki neuronu, tak komórki nabłonka barwnikowego siatkówki chronią komórki receptorowe.